# Noctua iago
Noctua iago är en fjärilsart som beskrevs av Catherine 1929. Noctua iago ingår i släktet Noctua och familjen nattflyn. Inga underarter finns listade i Catalogue of Life.